# Chamaedorea
Genre
La Chamaedorée, Chamaedorea, est un genre de la famille des Arecaceae. C'est un genre de palmiers qui comprend un nombre très élevé d'espèces.

## Étymologie
Chamaedorea dérive des mots grecs χαμαί (khamaí) « à  terre, petit » et δωρεά (dōreá) « cadeau », allusion aux fruits faciles à cueillir dans la nature, car les plantes ne dépassent pas quelques mètres.

## Description

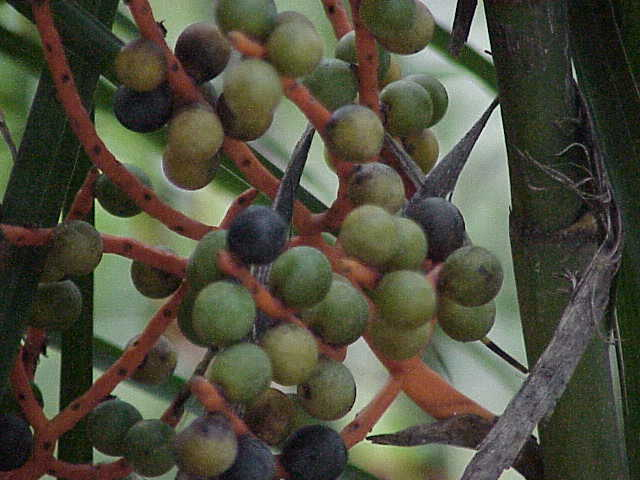
Fruits de Chamaedorea seifrizii.

- Stipe. Ce sont des palmiers à stipe unique, ou stolonifères. Ils sont de taille petite à moyenne. Certaines espèces sont grimpantes. Les stipes sont lisses et de couleur verte.
- Les feuilles sont pennées et peu nombreuses. Chez certaines espèces, elles forment une couronne.

## Habitat
Le genre est natif des forêts des régions tropicales humides de l'Amérique du Sud, du Mexique et de l'Amérique centrale. Il affectionne l'ombre. Il est très largement planté en dehors de son habitat d'origine. Ce genre compte un peu plus d'une centaine d'espèces.

## Culture et utilisation
Les espèces du genre sont souvent cultivées pour leur valeur ornementale. Ce sont généralement des espèces résistantes qui supportent des conditions de culture variées. Elles sont souvent utilisées comme plantes d'intérieur.
Pour l'extérieur des espèces de ce genre sont assez résistantes ; c'est le cas de Chamaedorea microspadix qui peut s'établir et prospérer en zone de rusticité 8b (-9 °C), ainsi que le Chamaedorea radicalis qui résiste quant à lui à -10ºC dans des espaces bien protégés.

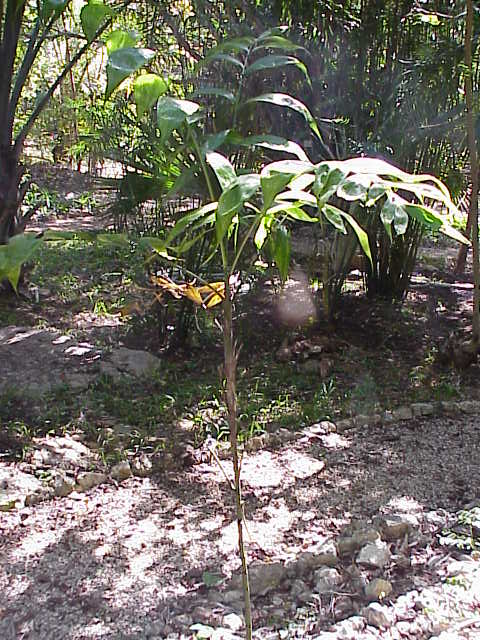
Chamedorea oblongata.
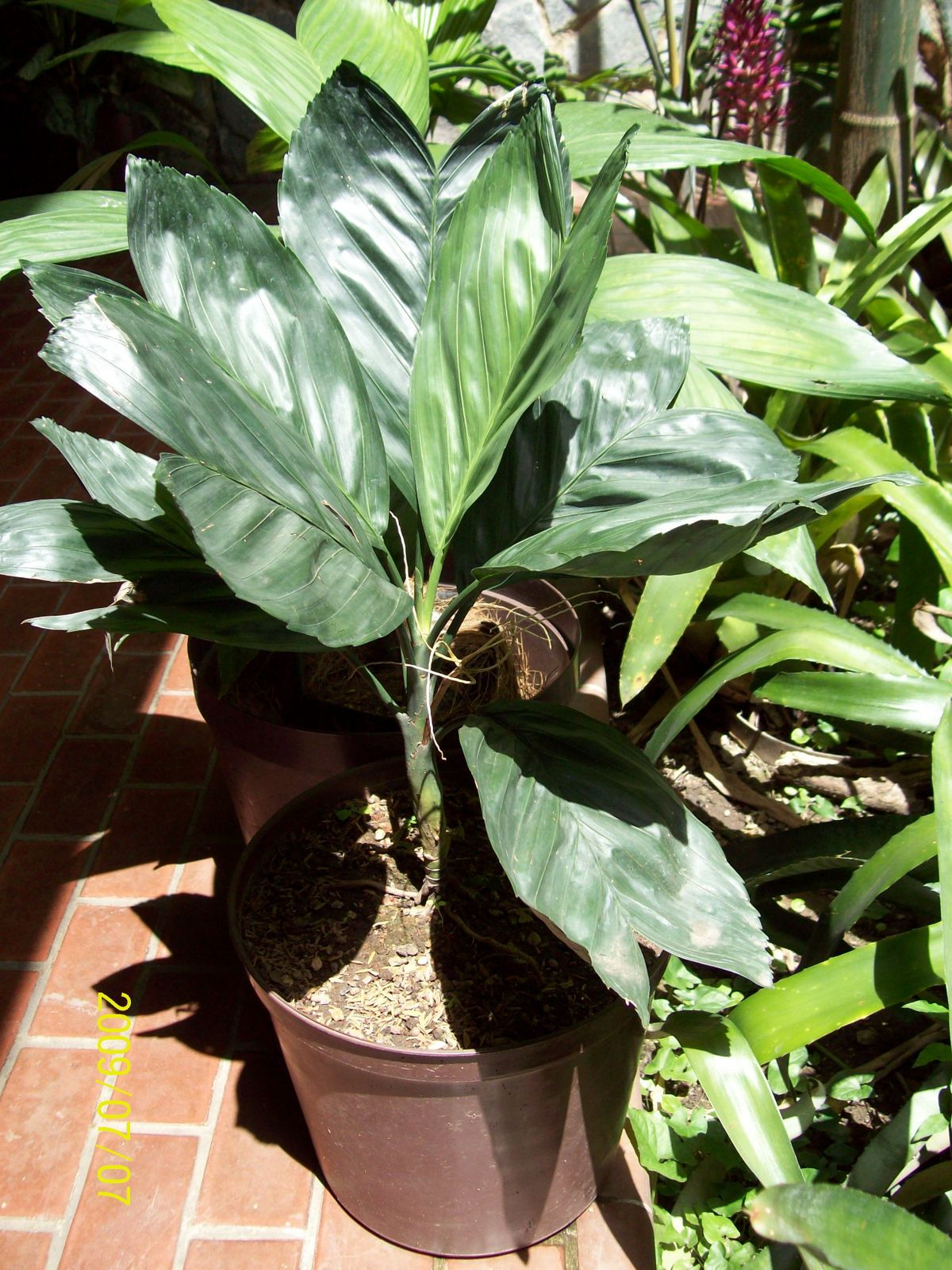
Chamaedorea metallica.

## Classification
- Sous-famille des Arecoideae
  - Tribu des Chamaedoreeae[2]

Le genre partage sa tribu avec 4 autres genres : Hyophorbe, Gaussia, Synechanthus et Wendlandiella.

## Liste d'espèces
- Chamaedorea adscendens (Dammer) Burret
- Chamaedorea allenii L.H.Bailey
- Chamaedorea alternans H.Wendl.
- Chamaedorea amabilis H.Wendl. ex Dammer
- Chamaedorea anemophila Hodel
- Chamaedorea angustisecta Burret
- Chamaedorea arenbergiana H.Wendl.
- Chamaedorea atrovirens Mart.
- Chamaedorea benziei Hodel
- Chamaedorea binderi Hodel
- Chamaedorea brachyclada H.Wendl.
- Chamaedorea brachypoda Standl. & Steyerm.
- Chamaedorea carchensis Standl. & Steyerm.
- Chamaedorea castillo-montii Hodel
- Chamaedorea cataractarum Mart.
- Chamaedorea christinae Hodel
- Chamaedorea correae Hodel & N.W.Uhl
- Chamaedorea costaricana Oerst.
- Chamaedorea crucensis Hodel
- Chamaedorea dammeriana Burret
- Chamaedorea deckeriana (Klotzsch) Hemsl.
- Chamaedorea deneversiana Grayum & Hodel
- Chamaedorea elatior Mart.
- Chamaedorea elegans Mart.
- Chamaedorea ernesti-augusti H.Wendl.
- Chamaedorea falcifera H.E.Moore
- Chamaedorea foveata Hodel
- Chamaedorea fractiflexa Hodel & Cast.Mont
- Chamaedorea fragrans (Ruiz & Pav.) Mart.
- Chamaedorea frondosa Hodel, Cast.Mont & Zúñiga
- Chamaedorea geonomiformis H.Wendl.
- Chamaedorea glaucifolia H.Wendl.
- Chamaedorea graminifolia H.Wendl.
- Chamaedorea guntheriana Hodel & N.W.Uhl
- Chamaedorea hodelii Grayum
- Chamaedorea hooperiana Hodel
- Chamaedorea ibarrae Hodel
- Chamaedorea incrustata Hodel, G.Herrera & Casc.Mont
- Chamaedorea keelerorum Hodel & Cast.Mont
- Chamaedorea klotzschiana H.Wendl.
- Chamaedorea latisecta (H.E.Moore) A.H.Gentry
- Chamaedorea lehmannii Burret
- Chamaedorea liebmannii Mart.
- Chamaedorea linearis (Ruiz & Pav.) Mart.
- Chamaedorea lucidifrons L.H.Bailey
- Chamaedorea macrospadix Oerst.
- Chamaedorea matae Hodel
- Chamaedorea metallica O.F.Cook ex H.E.Moore
- Chamaedorea microphylla H.Wendl.
- Chamaedorea microspadix Burret
- Chamaedorea moliniana Hodel, Cast.Mont & Zúñiga
- Chamaedorea murriensis Galeano
- Chamaedorea nationsiana Hodel & Cast.Mont
- Chamaedorea neurochlamys Burret
- Chamaedorea nubium Standl. & Steyerm.
- Chamaedorea oblongata Mart.
- Chamaedorea oreophila Mart.
- Chamaedorea pachecoana Standl. & Steyerm.
- Chamaedorea palmeriana Hodel & N.W.Uhl
- Chamaedorea parvifolia Burret
- Chamaedorea parvisecta Burret
- Chamaedorea pauciflora Mart.
- Chamaedorea pedunculata Hodel & N.W.Uhl
- Chamaedorea pinnatifrons (Jacq.) Oerst.
- Chamaedorea piscifolia Hodel, G.Herrera & Casc.
- Chamaedorea pittieri L.H.Bailey
- Chamaedorea plumosa Hodel
- Chamaedorea pochutlensis Liebm.
- Chamaedorea ponderosa Hodel
- Chamaedorea pumila H.Wendl. ex Dammer
- Chamaedorea pygmaea H.Wendl.
- Chamaedorea queroana Hodel
- Chamaedorea radicalis Mart.
- Chamaedorea recurvata Hodel
- Chamaedorea rhizomatosa Hodel
- Chamaedorea ricardoi R.Bernal, Galeano & Hodel
- Chamaedorea rigida H.Wendl. ex Dammer
- Chamaedorea robertii Hodel & N.W.Uhl
- Chamaedorea rojasiana Standl. & Steyerm.
- Chamaedorea rosibeliae Hodel, G.Herrera & Casc.
- Chamaedorea rossteniorum Hodel, G.Herrera & Casc.
- Chamaedorea sartorii Liebm.
- Chamaedorea scheryi L.H.Bailey
- Chamaedorea schiedeana Mart.
- Chamaedorea schippii Burret
- Chamaedorea seifrizii Burret
- Chamaedorea serpens Hodel
- Chamaedorea simplex Burret
- Chamaedorea skutchii Standl. & Steyerm.
- Chamaedorea smithii A.H.Gentry
- Chamaedorea stenocarpa Standl. & Steyerm.
- Chamaedorea stolonifera H.Wendl. ex Hook.f.
- Chamaedorea stricta Standl. & Steyerm.
- Chamaedorea subjectifolia Hodel
- Chamaedorea tenerrima Burret
- Chamaedorea tepejilote Liebm. ex Mart.
- Chamaedorea tuerckheimii (Dammer) Burret
- Chamaedorea undulatifolia Hodel & N.W.Uhl
- Chamaedorea verapazensis Hodel & Cast.Mont
- Chamaedorea verecunda Grayum & Hodel
- Chamaedorea volcanensis Hodel & Cast.Mont
- Chamaedorea vulgata Standl. & Steyerm.
- Chamaedorea warscewiczii H.Wendl.
- Chamaedorea whitelockiana Hodel & N.W.Uhl
- Chamaedorea woodsoniana L.H.Bailey
- Chamaedorea zamorae Hodel